# حمام سید گلابی
حمام سید گلابی مربوط به دوره قاجار است و در تبریز، خیابان مطهّری (راسته کوچه سابق) بازار صفی واقع شده و این اثر در تاریخ ۲۴ اسفند ۱۳۸۳ با شمارهٔ ثبت ۱۱۷۶۴ به‌عنوان یکی از آثار ملی ایران به ثبت رسیده است.